# Kleipeermos
Kleipeermos (Pohlia melanodon) is een mossoort uit de sterrenmosfamilie (Mniaceae).

## Determinatie
Kleipeermos kan in vuilgroene, tot 3 cm hoge zoden voorkomen, maar vaker gaat het om onooglijke plantjes. Het celnet van de blaadjes is opvallend wijd. Broedknollen ontbreken maar kleurloze, parelsnoerachtige broedlichamen zijn vaak aanwezig op de rizoïden. Het mos is tweehuizig.

## Ecologie
Kleipeermos is te vinden in open plekjes in grazige vegetatie, ruderale terreinen, greppel- en slootkanten en op bospaden op leem en klei, in het rivierengebied zowel binnen- als buitendijks.

### Syntaxonomie
In de syntaxonomie staat kleipeermos te boek als kensoort voor de kleigreppelmos-associatie (Dicranelletum variae).

## Verspreiding
In Nederland is kleipeermos vrij algemeen. Het is voor 1950 door het hele land aangetroffen op klei- en leembodems, waaronder diverse vondsten uit de 19de eeuw. 

## Fotogalerij

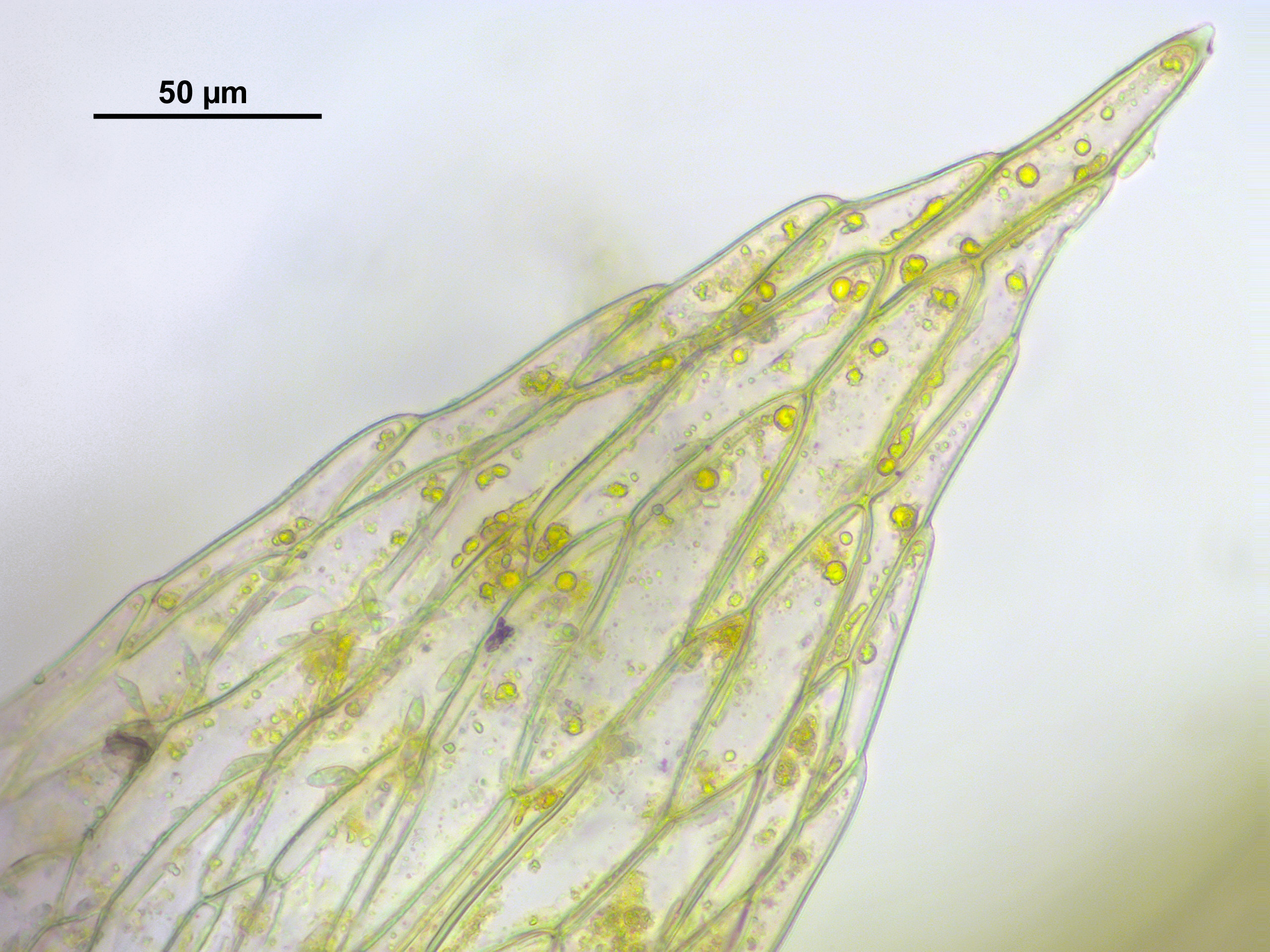
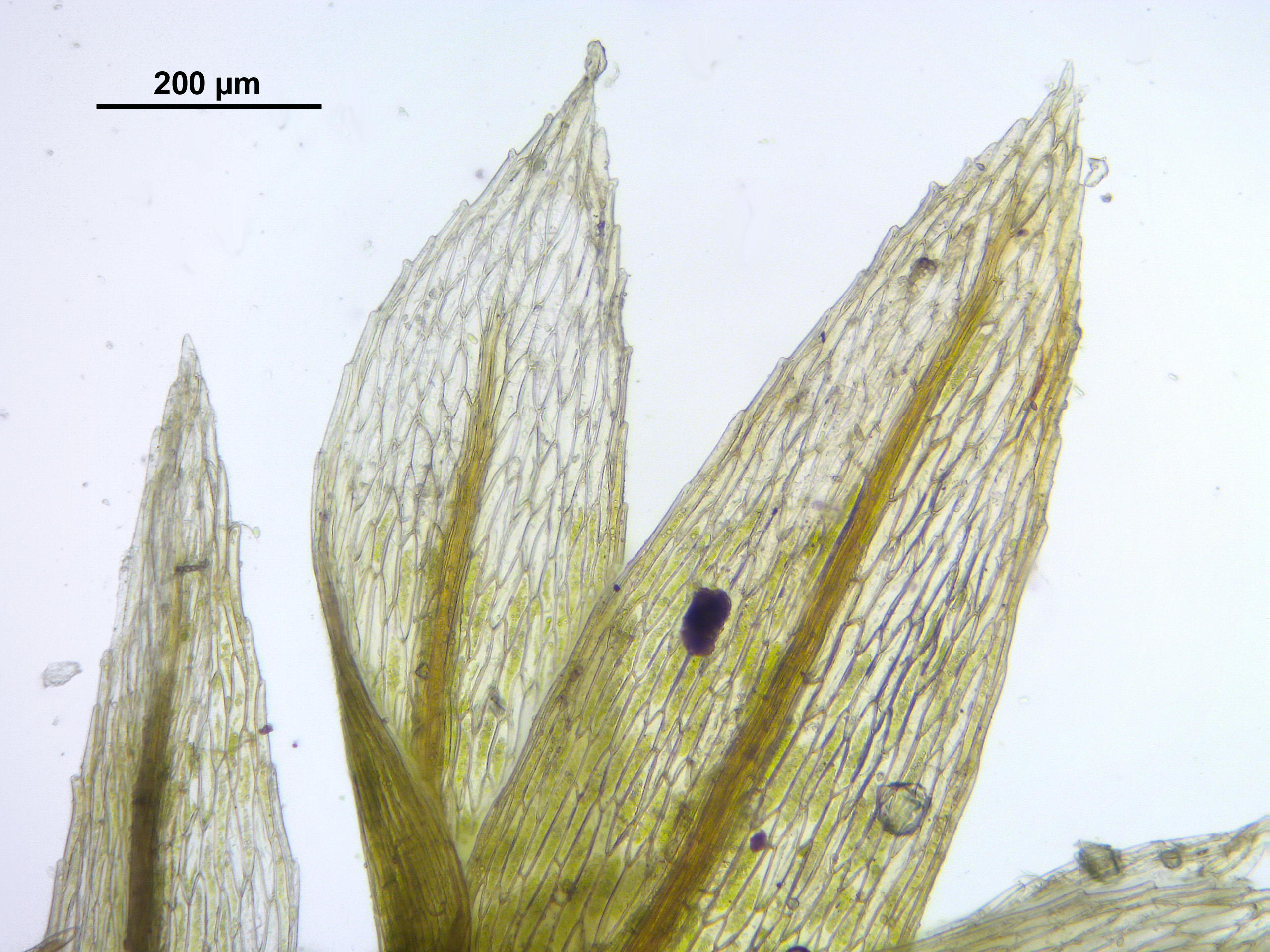
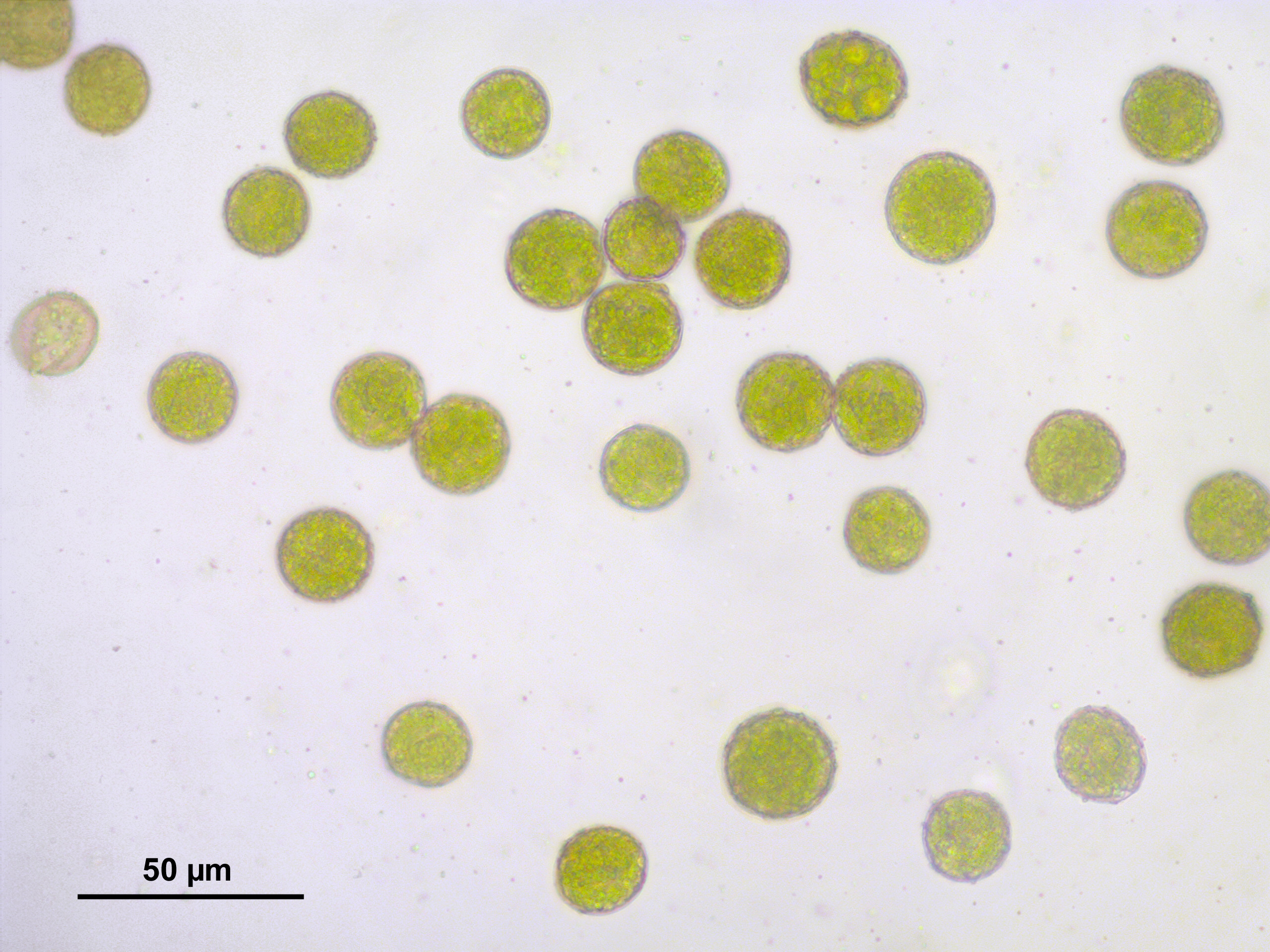